# Eupithecia laterata
Eupithecia laterata es una especie de polilla de la familia Geometridae. La especie fue descrita por primera vez por Karl Dietze habiendo sido descrita en 1904, con distribución endémica en Irán. Tiene gran parecido con la Eupithecia distinctaria del que se distingue por ser algo más grande y alargada. Cuenta con una capa de escamas de color rojizo con marcas en sus alas algo tenues.